# Kangurokształtne
Kangurokształtne (Macropodiformes) – podrząd ssaków niższych z rzędu dwuprzodozębowców (Diprotodontia).

## Podział systematyczny
Do podrzędu należą występujące współcześnie rodziny zgrupowane w dwóch nadrodzinach:
- Petauroidea Bonaparte, 1838 – lotopałankowce
  - Pseudocheiridae Winge, 1893 – pseudopałankowate
  - Petauridae Bonaparte, 1838 – lotopałankowate
  - Tarsipedidae Gervais & Verreaux, 1842 – ostronogowate – jedynym przedstawicielem jest Tarsipes rostratus Gervais & Verreaux, 1842 – ostronóg kwiatowy
  - Acrobatidae Aplin, 1987 – akrobatkowate
- Macropodoidea J.E. Gray, 1821
  - Hypsiprymnodontidae Collett, 1877 – torebnikowate – jedynym żyjącym współcześnie przedstawicielem jest Hypsiprymnodon moschatus Ramsay, 1876 – torebnik piżmowy
  - Potoroidae J.E. Gray, 1821 – kanguroszczurowate
  - Macropodidae J.E. Gray, 1821 – kangurowate